# Campionati europei individuali di ginnastica artistica 2013 - Corpo libero femminile
La finale ad attrezzo al Corpo Libero ai Campionati Europei si è svolta allo Sportivnyj Kompleks Olimpijskij di Mosca, Russia il 21 aprile 2013.

## Vincitrici
| Oro                       | Argento                 | Bronzo                |
| Ksenija Afanas'eva Russia | Larisa Iordache Romania | Diana Bulimar Romania |

## Classifica
| Posizione | Ginnasta            | D Score | E Score | Pen.  | Totale |
| --------- | ------------------- | ------- | ------- | ----- | ------ |
| Oro       | Ksenija Afanas'eva  | 6.300   | 8.866   | —     | 15.166 |
| Argento   | Larisa Iordache     | 6.100   | 8.633   | —     | 14.733 |
| Bronzo    | Diana Bulimar       | 5.800   | 8.733   | —     | 14.533 |
| 4         | Anastasija Grišina  | 5.800   | 8.433   | —     | 14.233 |
| 5         | Carlotta Ferlito    | 5.600   | 8.616   | —     | 14.216 |
| 6         | Giulia Steingruber  | 6.000   | 8.300   | 0.200 | 14.100 |
| 7         | Roxana Popa Nedelcu | 5.700   | 8.200   | —     | 13.900 |
| 8         | Krystyna Sankova    | 5.700   | 7.166   | —     | 12.866 |